# قصر النجمي
قصر النجمي أحد المعالم التراثية يقع على بعد (23)كم شمال غرب مدينة النعمانية في محافظة واسط وسط العراق ، ويسمى أيضا بموقع النجمي أو مسجد النجمي، ويحتوي على قبر العلامة البجلي وزوجته، وبني على الطراز السلجوقي. وهو بناء شاخص وشامخ لغاية اليوم ويمتاز بكونه محاط بباحة داخلية يتوسطها قبران وبئر ماء ومسيجة بجدران ذات نقوش مميزة تعود للعصر العباسي.

## الاسم
تعود تسمية الموقع إلى روايات عديدة
- الأولى: إنه سمي بهذا الاسم لكون منظره الخارجي يشبه النجمة .
- الثانية: أن القصر النجمي عبارة عن قصر لأحد ملوك العهد العباسي وقد بناه كمهر من أجل الزواج بإحدى زوجاته.
- الثالثة: أن القصر شيد من اجل أن يقيم به أحد الأمراء في المنطقة آنذاك ليقيم مملكة لزوجته التي تعرف عليها هناك أثناء سفره إلى تلك المنطقة لكونه كان معتاد على السفر إلى خارج نطاق إمارته لتفقد شؤون الناس.